# バップ
株式会社バップ（英: VAP Inc.）は、東京都千代田区に本社がある日本のレコード会社。日本テレビホールディングスの連結子会社。

## 概要
日本テレビ放送網（現・日本テレビホールディングス）等の出資により1981年1月24日に設立され、本社は東京都千代田区四番町の日テレ四番町ビル1号館にある。社名の「バップ」（VAP）は「Video Audio Project」の略である。キャッチコピーは「VISUAL×AUDIO×POWER」。
その通り、CDなどのオーディオソフトだけではなくDVD・Blu-ray Disc・VHSなどのビデオソフトも取り扱っている。過去に所属していたアーティストの作品の多くは長らく廃盤となっていることが多かったが、近年ゴールデン☆ベストシリーズなどでリリースしている。映像関連では日本テレビ系列で放送されたドラマ・アニメなどの人気番組や日本テレビが製作に関わった映画、読売ジャイアンツ関係のDVD・Blu-ray Discを販売している他、現在では冬のソナタ（韓国のテレビドラマで日本ではNHKで放送）など日本テレビ系列以外で放送されたテレビドラマ・アニメのDVDの販売も行っている。また、2000年代前半まではコンピュータゲームの販売も行っていた。
日本テレビがサスで制作する番組の内、二次使用が見込める番組の資金援助をする事もある。
1990年代には『太陽にほえろ!』『傷だらけの天使』のビデオリリースを皮切りに1970-80年代のテレビ映画のVHSやLD-BOXを多数発売する。並行して上記作品をはじめ、『Gメン'75』『特捜最前線』『ウルトラマン』など日テレ系以外の作品も網羅したテレビコンテンツ・映画の未商品化音楽集「ミュージックファイルシリーズ」を展開し、ロングセラーとなった。
2005年から2006年にかけてエレックレコード（新）と提携して、エレックレコード（旧）の復刻版CDを販売していた。
1970年代にさだまさしと「グレープ」として活動していた吉田政美は、同社に勤務。制作部門でのプロデューサーを経て、管理部門に所属していた。（2023年に退社）
2012年10月1日に日本テレビ放送網（旧法人）が放送持株会社に移行して商号を日本テレビホールディングス（NTVHD）に変更したことにより、バップは日本テレビ放送網（新法人）やBS日本（BS日テレ）などと共にNTVHDの事業子会社の一社となっている。
2018年6月までは日本テレビ系列（NNN・NNS）の各加盟局やAM単営局のラジオ関西が株主となっていたが、同年7月1日をもって、簡易株式交換の方法によりNTVHDの完全子会社となった。

## アーティスト

### 在籍アーティスト
- 弌誠
- 大野雄二
- ドリーミング[* 2]（1988年 - ）
- 池頼広（2005年 - ）
- 楠田亜衣奈（2015年 - ）
- 金子ノブアキ（2016年 - ）
- 宮良牧子（2017年 - ）
- コバソロ（2017年 - ）
- Hump Back（2018年 - ）

### 過去に所属していたアーティスト

#### あ行
- 葵かを里（2005年 - 2006年）
- 青木隆治（2011年 - 2015年）
  - フェイス（2012年）
- 青西高嗣（1994年 - 1995年）
- あえか（2013年）
- あがわ医院（2002年）
- AGGRESSIVE DOGS（2001年）
- ATTACK HAUS（2004年 - 2006年）
- アニメタル（2003年 - 2006年）
  - ドラメタル（1997年）
- 天野由梨（1994年）
- ALvino（2007年 - 2009年）日本クラウンへ移籍。
- eastern youth（2007年 - 2012年）
- 井浦秀知（1985年 - 1986年）
- イキイキふれんず（2003年）
- 石丸奈津子（1985年 - 1986年）
- 因幡晃 - ディスコメイトから移籍、のちにプラッツからワン・アップ・ミュージックを経てアップフロントワークス（zetimaレーベル）へ移籍。
- インフィール（1998年 - 1999年）
- 上野耕路アンサンブル（2004年）
- The Winking Owl（2015年 - 2016年）ワーナーミュージック・ジャパンへ移籍、その後活動休止。
- 宇野美香子（2013年 - 2015年）
- S.E.S（1998年 - 2001年）エイベックスへ移籍。
- EDGE OF SPIRIT（2004年 - 2005年）
- 大橋純子（1992年 - 2023年）
- OGRE YOU ASSHOLE（2009年 - 2013年）
- 大根夕佳（1985年 - 1992年）
- 乙女新党（2014年 - 2016年）
- 大堀めしべ（2008年）
- 尾形大作 (1986年 - 1995年)
- 小田部亜弥（2001年）
- 小野綾子（2002年 - 2005年）
- オメガトライブ（1983年 - 1985年）
  - 杉山清貴&オメガトライブ のちに杉山はソロ名義でバップへ再移籍。
  - 杉山清貴（1986年 - 1989年、2000年 - 2013年）
  - 1986オメガトライブ/カルロス・トシキ&オメガトライブ（1986年 - 1989年）
- ORESAMA（2014年）ランティスへ移籍。

#### か行
- girls on the run（2006年）
- GAO（1991年 - 1994年）
- 加賀美セイラ（2007年 - 2009年）
- 稼木美優（2008年 - 2010年）
- 加藤いづみ（1998年 - 1999年）ポニーキャニオンから移籍、その後はマーベラスエンターテイメントへ移籍。
- 金子マリ
- 我如古より子（がねこよりこ）
- かまいたち（1990年 - 1991年）トイズファクトリーへ移籍。
- Galneryus（2003年 - 2016年）ワーナーミュージック・ジャパンに移籍。
  - 小野正利（2011年）
  - SYU（2016年）HPQから移籍、その後はワーナーミュージック・ジャパンへ移籍。
- 河内淳貴（1988年 - 1992年）
- 河辺千恵子（2004年 - 2006年）
- CANTA（2005年 - 2008年）
- GUN DOG（2003年 - 2004年）2004年に活動停止。
- cali≠gari（2017年）
- 菊池桃子（1984年 - 1991年）エピックレコードジャパンへ移籍。
  - ラ・ムー（1988年 - 1989年）
- KISS ME QUICK（1989年）
- 喜納昌吉（1982年 - 1983年）
- KINOCOSMO（2004年）
- 木原美智子
- キム・ヨンジャ（ - 2010年）
- 熊木杏里（2002年 - 2004年）
- 慶田朱美（1989年）
- 胡桃沢ひろ子（1991年 - 1993年）
- coldrain（2008年 - 2017年）ワーナーミュージック・ジャパンへ移籍。
- 児島未散（1989年 - 1991年）
- cossami（2010年）
- GOODWARP（2016年）
- こんぺいとう（1991年 - 1992年）

#### さ行
- ザ・コブラツイスターズ（2005年 - 2007年）
- GOMES THE HITMAN（2003年 - 2005年）
- Concerto Moon（1998年 - 2009年）
- THE CONDORS（2006年）
- サーカス
- SABER TIGER（2001年 - 2005年）
- ザ・サーフコースターズ（2005年、2009年）
- 坂本英三（1998年、2003年）
- 佐藤恵美（1986年 - 1987年）
- 定岡正二（1982年）
- 七福神（1988年）
- 子門真人
- THE 夏の魔物（2017年 - 2019年）
- SHAZNA（1996年）インディーズ時
- ジャッキー・リン&パラビオン（1987年）
- 少年メリケンサック/ねらわれた学園（2009年）
- Shocking Lemon（2000年 - 2001年）
- 白鳥由里（1994年 - 1999年）
- 新宅啓太（2002年）
- 素一（2001年 - 2002年）
- スナッパーズ（1999年）インディーズ時
- SpecialThanks（2014年）
- セルフサービス（1985年）
- SOYSOUL（2003年）

#### た行
- 大正九年（2002年 - 2003年）
- 高田純次
- 高橋亜貴子
- TaQ（2004年）
- タテタカコ（2004年 - 2010年）
- タニザワトモフミ（2009年 - 2012年）
- 谷村新司（2014年 - 2015年）
- DOUBLE DEALER（2000年 - 2007年）
  - 下山武徳（2000年）
  - 島紀史（2008年）
- 千葉真一（1985年）
- 千葉山貴公（2002年）
- CHA-CHA（1988年 - 1992年）
- Charcoal（1999年 - 2000年）
- Zwei（2004年 - 2006年）ユニバーサルJへ移籍。その後は5pb. Records[* 3]へ移籍。
- 円谷優子（1988年 - 1990年）
- THE DEAD P☆P STARS（1997年）
- DEVIL NO ID（2016年）
- 寺尾友美（1990年 - 1992年）
- 東京エロティカルパレード。（2015年 - 2016年）
- 堂島孝平（2008年 - 2010年）
- 所ジョージ（1996年 - 2002年）エピックソニーレコードから移籍、その後はavex traxへ移籍。
- THE TON-UP MOTORS（2013年 - 2015年）
  - 上杉周大（2014年）
- とんねるず（1981年）ポニーキャニオンへ移籍。

#### な行
- ナイトメア（2006年 - 2010年）HPQへ移籍。
  - 仙台貨物（2006年 - 2009年）
- 99RadioService（2011年 - 2013年）
- 中西圭三（2008年）
- 中村晴美（1986年）
- ナンバー・ナイン（2001年）
- 仁藤優子（1987年 - 1990年）
- Kneuklid Romance（1998年 - 2000年）
- 熱湯兄弟（1998年）
- NoisyCell（2014年 - 2019年）

#### は行
- 働木満（沢村一樹）（2007年）
- バラクーダー
- ハセガワミヤコ（2005年）
- Paradise Lost（1997年 - 1998年）
- 原辰徳（1982年）
- Peaky SALT（2008年 - 2009年）
- THE BEATNIKS（1981年 - 1982年）
- PEALOUT（1997年）
- ヒカシュー（1990年 - 1991年）日本クラウンから移籍、その後徳間ジャパンコミュニケーションズへ移籍。現在はインディーズで活動。
- ピカソ（1984年 - 1986年）キティ・レコードへ移籍。現在は独自レーベル。
- 久川綾（1993年 - 2000年）
- 檜山修之（1995年 - 1996年）
- 平井菜水（1990年 - 1994年）
- ヒロコ・グレース（1984年）
- PINK CLOUD（1982年 - 1985年）
  - 加部正義（1994年）
  - ジョニー吉長
  - 竹中尚人（1996年）
- ピンク・レディー（1984年、最初の期間限定での再結成時のみ）
- Fear, and Loathing in Las Vegas（2010年 - 2016年）ワーナーミュージック・ジャパンへ移籍。
- Fuuri（2006年）
- 藤木まり（1986年）
- 藤ゆう子（1985年 - 1986年）
- FOOT STAMP（2003年 - 2006年）
- PTON!（1991年 - 1993年）東芝EMIへ移籍。
- Blüe（1998年 - 2002年）
- Baby it's You（1998年）
- Pay money To my Pain（2006年 - 2013年活動休止）
- Best Partner（2013年）
- PENPALS（1997年 - 2000年）東芝EMIを経てアール・アンド・シーへ移籍。
- THE POSTMEN（1996年 - 1998年）
- ホフディラン（2012年）
- WHITE ASH（2013年 - 2017年）2017年解散。
- FAITH（2020年 - 2021年）2021年解散。

#### ま行
- MARQUEES（1989年 - 1991年）トイズファクトリーへ移籍。
- 真氣（2011年、2017年）
- マキシマム ザ ホルモン（2004年 - 2018年）ワーナーミュージック・ジャパンへ移籍。
- まきちゃんぐ（2008年 - 2012年）
- 牧村三枝子（2000年 - 2011年、2014年）
- 将番頭（マサバンド）（2003年）
- 町田義人（1981年 - 1982年）
- 松田優作（1993年CD再発盤）
- 松本明子（1983年 - 1984年）
- 松本梨香（2001年）
- まりや（林原めぐみ）（1998年）
- 溝口肇（2003年）
- 三井比佐子（1982年）
- みなみりさ（2016年）
- みひろ（2011年）
- 三保敬太郎（2000年）
- media youth（1995年 - 1996年）
- 森川智之（1994年 - 1997年）
- 森川美穂（1985年 - 1990年）東芝EMIへ移籍。
- モリナオヤ（2000年 - 2001年）
- 森若香織（1996年 - 1997年）

#### や・ら・わ行
- 山本理沙（1985年 - 1987年）
- 吉井賢太郎（1994年）
- 米川英之 (1993年 - 1996年)
- LAST ALLIANCE（2007年 - 2013年）2012年 - 2013年はOne-Coin LABELとの共同発売。
- ラフィン・ノーズ（1985年 - 1987年）
- Litomath（2015年）
- RISKY DICE（2014年）
- 竜鉄也（1983年 - 2010年）2010年に死去。
- ルドイア☆星惑三第（2007年）
- LADYBUG（2004年 - 2006年）
- LOCAL CONNECT（2015年 - 2016年）
- 忘れらんねえよ（2011年 - 2016年）ユニバーサルJに移籍。
- 渡辺信平（1990年 - 1992年）

## 日本テレビ系列で放送された作品
特記がないものは日本テレビ制作。

### ドラマ
- 太陽にほえろ!
- 心療中-in the Room-
- シュガーレス
- ツナグ
- 光とともに〜自閉症児を抱えて〜
- おれは男だ!
- 俺たちの旅
- 俺たちの勲章
- 熱中時代
- 池中玄太80キロ
- 俺たちは天使だ!
- 大追跡
- あぶない刑事 - LD-BOXのみ
- FiVE
- サイコドクター
- ナイトホスピタル〜病気は眠らない〜（読売テレビ制作）
- 天国への階段（読売テレビ制作）
- 永遠の仔（読売テレビ制作）
- P.S君が僕を忘れても（読売テレビ制作）
- 冷たい月（読売テレビ制作）
- 伝説のマダム（読売テレビ制作）
- 仔犬のワルツ
- 奇跡のロマンス
- 家なき子
- ごくせん
- 女王の教室
- 金田一少年の事件簿
  - 金田一少年の事件簿 (堂本剛のテレビドラマ)
  - 金田一少年の事件簿 (松本潤のテレビドラマ)
  - 金田一少年の事件簿 (亀梨和也のテレビドラマ)
  - 金田一少年の事件簿 (山田涼介のテレビドラマ)
  - 金田一少年の事件簿 (道枝駿佑のテレビドラマ)
- 学校じゃ教えられない!
- ヤスコとケンジ
- トンスラ
- 正義の味方
- 課長島耕作
- 夢をかなえるゾウ
- ホカベン
- ホタルノヒカリ
- 刑事貴族3
- 働きマン
- 貧乏男子 ボンビーメン
- あの日、僕らの命はトイレットペーパーよりも軽かった
- 斉藤さん
- たったひとつのたからもの
- 栞と紙魚子の怪奇事件簿
- 有閑倶楽部
- ドリーム☆アゲイン
- ハリ系
- 受験の神様
- バンビ〜ノ!
- おじいさん先生
- ぜんぶウソ
- 怪物くん
- ザンビ

### アニメ・特撮
- ルパン三世
- 美味しんぼ
- アイドルの穴
- アイドルちん
- ファイヤーマン
- それいけ!アンパンマン[* 4]
- 蒼き流星SPTレイズナー
- 赤い光弾ジリオン
- わたしとわたし ふたりのロッテ
- おちゃめなふたご クレア学院物語
- フランダースの犬 ぼくのパトラッシュ
- ミラクルジャイアンツ童夢くん
- まんが日本史
- ミラクル☆ガールズ
- きまぐれオレンジ☆ロード
- 魔法の天使クリィミーマミ
- 魔法の妖精ペルシャ
- 魔法のスターマジカルエミ
- 魔法のアイドルパステルユーミ
- ダーティペア
- 魔神英雄伝ワタル
- 魔神英雄伝ワタル2
- 新世紀GPXサイバーフォーミュラ
- ママは小学4年生
- SPACE PIRATE CAPTAIN HERLOCK
- MASTERキートン
- MONSTER
- お伽草子
- 天地無用! GXP
- 剣風伝奇 ベルセルク
- 陽だまりの樹
- 平成ウルトラセブンシリーズ
  - ウルトラセブン 太陽エネルギー作戦
  - ウルトラセブン 地球星人の大地
- コボちゃん（読売テレビ制作）
- バケツでごはん（読売テレビ制作、発売元は小学館）
- はじめの一歩
- HUNTER×HUNTER
- 桜蘭高校ホスト部
- NANA（アニメ版）
- DEATH NOTE
- CLAYMORE（エイベックスに販売を委託）
- 魔人探偵脳噛ネウロ
- デジタル所さん
- 魍魎の匣
- RD 潜脳調査室
- 闘牌伝説アカギ 〜闇に舞い降りた天才〜
- ONE OUTS
- 花田少年史
- エアマスター
- 秘密 ―トップ・シークレット―
- おおかみこどもの雨と雪
- 蒼天航路
- 逆境無頼カイジ
- 君に届け
- RAINBOW-二舎六房の七人-
- ユルアニ?（製作委員会に参加、DVD・CD作品の販売・発売はキングレコード）
- ちはやふる
- GJ部
- ガッチャマン クラウズ
- 帰宅部活動記録
- てさぐれ!部活もの
- 犬猫アワー 47都道府犬R&にゃ〜めん
- 金色のコルダ Blue♪Sky
- それでも世界は美しい
- 戦国BASARA Judge End
- ばらかもん
- 曇天に笑う
- 寄生獣 セイの格率
- デス・パレード
- おはよう忍者隊ガッチャマン
- サマーウォーズ
- みんなだいすきそらジロー
- ノブナガン（読売テレビ制作、UHFアニメ）
- 極黒のブリュンヒルデ（読売テレビ制作、UHFアニメ）
- 人生相談テレビアニメーション「人生」（読売テレビ制作、UHFアニメ）
- オオカミ少女と黒王子（読売テレビ制作、UHFアニメ）
- 俺物語!!
- ナースウィッチ小麦ちゃんR
- エンドライド
- ふらいんぐうぃっち
- うどんの国の金色毛鞠
- 笑ゥせぇるすまんNEW（あにめのめ枠（TOKYO MX、BS11、読売テレビ）、TOKYO MX・アニマックス制作、UHFアニメ）
- 3D彼女 リアルガール
- 中間管理録トネガワ
- 未来のミライ
- エガオノダイカ（日本テレビ・WOWOW・TOKYO MX・読売テレビ・テレビ東京メディアネット制作、WOWOW・TOKYO MX・読売テレビほか、UHFアニメ）[* 5][* 6]
- トライナイツ
- MARS RED（YTE制作、TOKYO MX・読売テレビ・BSフジほか、UHFアニメ）
- ピーチボーイリバーサイド（TOKYO MX・BS日テレ制作、TOKYO MX・BS日テレ・AT-X・J:COMテレビ、UHFアニメ）[* 7]

### スポーツ
- 全日本プロレス中継
- プロレスリング・ノア中継

### バラエティなど
- ザ・ショックス
- J's Journey 滝沢秀明 南米縦断 4800km
- スター誕生!
- コント55号のなんでそうなるの?
- カリキュラマシーン
- 天才・たけしの元気が出るテレビ!!
- ビートたけしのお笑いウルトラクイズ
- ダウンタウンのガキの使いやあらへんで!
- 笑点
- 電波少年シリーズ
- エンタの神様
- 高田・大竹・渡辺のオヤジ三人旅本気で美人看板娘を探せ!! in 草津
- 東野・岡村の旅猿 プライベートでごめんなさい…
- NOGIBINGO!シリーズ
- 乃木坂どこへ
- SKE48のマジカル・ラジオ、SKE48のマジカル・ラジオ2、SKE48のマジカル・ラジオ3
- NMB48 げいにん!、NMB48 げいにん!!2
- HaKaTa百貨店、HaKaTa百貨店 2号館
- ネリさまぁ〜ず
- ブギウギ専務（札幌テレビ制作）
- ひらがな男子
- 有吉の壁

## 日本テレビ系列以外で放送された作品

### ドラマ・バラエティ
ここでは、サウンドトラックCDのみを発売した作品を除く。
- シングルマザーズ（NHK）
- ピュア・ラブ（毎日放送）
- L×I×V×E（TBS）
- オヤジぃ。（TBS）
- やんパパ（TBS）
- ザ・ハングマンスペシャル（朝日放送）
- 世界の車窓から（テレビ朝日）
- Beach Angels（TBSチャンネル）
- GREGORY HORROR SHOW（テレビ朝日）
- 特上カバチ!!（TBS）
- 八重の桜（NHK）
- おっさんずラブ（テレビ朝日）
- カメラを止めるな!（配給はアスミック・エース）[* 8]
- 超特急と行く!食べ鉄の旅シリーズ（サンテレビほか）
  - 超特急と行く!食べ鉄の旅 台湾編
  - 超特急と行く!食べ鉄の旅 タイ編
- 勇者は語らず(NHK)

### 連続テレビ小説
- だんだん（NHK）
- ちりとてちん（NHK）

### 韓国ドラマ
- 宮廷女官チャングムの誓い（NHKほか）
- 冬のソナタ（NHKほか）
- イ・サン（NHK）
- トンイ（NHK）
- 王女の男（NHK BSプレミアム）
- 太陽を抱く月（NHK BSプレミアム）
- 馬医（NHK BSプレミアム）

### 毎日放送製作『ドラマイズム』枠
- 咲-Saki-（配給はプレシディオ）
  - 咲-Saki-阿知賀編 episode of side-A
- ファイナルファンタジーXIV 光のお父さん
- マジで航海してます。
- 伊藤くん A to E（配給はショウゲート）
- 覚悟はいいかそこの女子。（配給は東映）
- 文学処女
- ゆうべはお楽しみでしたね
- Back Street Girls -ゴクドルズ-（実写映画版で製作参加。配給は東映ビデオ）[* 9]

### 特撮
- ウルトラシリーズ（TBS（一部の作品の音源はコロムビア、円谷ミュージックが保有））
- マイティジャック（フジテレビ）
- 怪奇大作戦（TBS）
- ミラーマン（フジテレビ）
- ジャンボーグA（毎日放送）
- トリプルファイター（TBS）
- ULTRASEVEN X（CBC・TBSほか）[* 10]

### アニメーション
- 恐竜冒険記ジュラトリッパー（テレビ東京）
- Z.O.E 2167 IDOLO（OVA）
- Z.O.E Dolores, i（テレビ東京）
- わがまま☆フェアリー ミルモでポン!（テレビ東京）[* 11][* 12]
- モンキーターン（テレビ東京）
- モンキーターンV（テレビ東京）
- ガールフレンド（仮）（テレビ東京）
- 無責任艦長タイラー（テレビせとうち）
- エルフェンリート（AT-X）[* 13]
- あまえないでよっ!!（AT-X他地上波UHF各局）
- のらみみ（CBC・TBSほか）[* 14]
  - のらみみ2（CBC・TOKYO MXほか）
- も〜っとおジャ魔女どれみ、おジャ魔女どれみドッカ〜ン!（CD作品の販売・DVD発売はマーベラスエンターテイメント）[* 15]
- 明日のナージャ（CD作品の販売・DVD発売はマーベラスエンターテイメント）
- 味楽る!ミミカ（NHK）
- うたわれるもの（朝日放送他地上波UHF各局）[* 16] [* 17]
- スケアクロウマン（アニマックス他地上波UHF各局）
- Mnemosyne-ムネモシュネの娘たち-（AT-X制作）
- CHAOS;HEAD（YTE・キッズステーション制作、チバテレビほか）[* 18][* 19]
- 暁のヨナ（AT-X・TOKYO MX他地上波独立局各局）[* 20]
- 愛・天地無用!（TOKYO MX）
- コンビニカレシ（TBS）[* 18]
- お酒は夫婦になってから（TOKYO MX制作、サンテレビほか）
- URAHARA（TOKYO MX・BSフジ）[* 18][* 21]
- ピアノの森（テレビアニメ版、NHK、Blu-ray・DVDの発売はLDH pictures）
- Back Street Girls -ゴクドルズ-（BS11・TOKYO MX・毎日放送・AT-X）[* 9][* 22]
- ハッピーシュガーライフ（毎日放送制作、アニメイズムB1枠）[* 23]
- おこしやす、ちとせちゃん（TOKYO MX・KBS京都ほか）
- 不機嫌なモノノケ庵 續（AT-X・TOKYO MXほか）[* 24]
- からくりサーカス（TOKYO MXほか）[* 25]
- どろろ（2019年版、TOKYO MXほか）[* 18][* 25]
- ヴィンランド・サガシリーズ（SEASON1はNHK、SEASON2はTOKYO MXほか）[* 25]
- バビロン（TOKYO MX・BS11・AT-X）[* 18][* 25]
- pet（TOKYO MXほか）[* 25]
- 七つの大罪シリーズ（第3・4期、テレビ東京）[* 26][* 27]
  - 七つの大罪 黙示録の四騎士（TBS・BS-TBS・Netflix）[* 28]
- EX-ARM エクスアーム（TOKYO MX・BSフジほか、Blu-ray BOXの販売、発売は「EX-ARM」製作委員会）[* 29]
- MARS RED
- ポンコツクエスト〜魔王と派遣の魔物たち〜（BS11）[* 30]
- サクガン（TOKYO MX・毎日放送・BS11ほか）[* 17]
- ブッチギレ!（TOKYO MXほか）[* 31]
- 地獄楽（テレビ東京ほか）[* 25]
- 自動販売機に生まれ変わった俺は迷宮を彷徨う（TOKYO MX・AT-X・BS日テレ）[* 18][* 32]

### 制限指定作品
- 愛の流刑地

### その他映像作品
- スーパーマリオブラザーズ ピーチ姫救出大作戦!
- ゴルゴ13劇場版
- 天地無用! 魎皇鬼第三期ビデオシリーズ - OVAシリーズ。製作籍は日本テレビだがTV放映はなし。
- 平成ウルトラセブンシリーズ
  - ウルトラセブン誕生30周年記念3部作
  - ウルトラセブン1999最終章6部作
  - ウルトラセブン誕生35周年“EVOLUTION”5部作
- ウルトラマンネオス
- 機甲猟兵メロウリンク
- 銀河ロイドコスモX
- カリフォルニア・ジャム（ディープ・パープル）
- ザ・グレーテストアドベンチャー まんが聖書物語（英語版）シリーズ ※ビデオ版
- ブラッディ・バースデイ/天使の顔をした悪魔の子供たち（英語版） ※ビデオ版
- ハイランダー2 甦る戦士（ビデオ版での提供・発売元は株式会社バップと株式会社東北新社、販売元は株式会社バップであり、LD版での発売元は株式会社バップと株式会社東北新社、販売元は株式会社バップである。）
- ジャパン / ラスト・ライヴ -オイル・オン・キャンバス-（1992年）※ビデオ版
- 火火

#### 発売元が異なり、販売元だけの作品
発売元が株式会社東北新社の作品
- 愛のメモリー ※ビデオ版
- 悪魔の封印（英語版） ※ビデオ版
- 悪夢の系譜/日記に閉ざされた連続殺人の謎（英語版） ※ビデオ版
- アルファベット・シティ ※ビデオ版
- 暗殺遊戯/キャンパスは凶弾のデスマッチ（英語版） ※ビデオ版
- 硫黄島の砂 ※ビデオ版
- 異界への扉（英語版） ※ビデオ版
- 陰獣の森（英語版） ※ビデオ版
- 馬の耳にバズーカ!? ※ビデオ版
- 英雄正伝 ※ビデオ版
- SFザ・ウェーブ/地球外生物からのSOS!（英語版） ※ビデオ版
- エディ&ザ・クルーザーズ （英語版） ※ビデオ版
- エマニュエル ※ビデオ版、ベータマックス版
- エルビス・プレスリーのラヴィング・ユー/さまよう青春（英語版） ※ビデオ版
- エンド・オブ・ザ・ワールド/死を呼ぶエイリアン脱出計画（英語版） ※ビデオ版
- 犯されたお嬢さま/女子寮を襲う聖夜の殺人鬼 To All a Goodnight ※ビデオ版
- 神々の風車（英語版） ※ビデオ版（全2巻）
- C.A.T.スクワッド/対ゲリラ特別襲撃班（英語版） ※ビデオ版
  - C.A.T.スクワッド2/国際テロパイソン・ウルフの挑戦状 ※ビデオ版
- 恐怖のいけにえ/呪われた近親相姦の館（英語版） ※ビデオ版
- 恐怖の殺人ビデオ ※ビデオ版
- キラー・アンツ　蟻/リゾートホテルを襲う人喰い蟻の大群（英語版） ※ビデオ版
- 緊迫のコックピット/ザ・パイロット（英語版） ※ビデオ版
- グリーン・レクイエム ※ビデオ版
- グローイング・アップ/ラスト・バージン（英語版） ※ビデオ版
- 決定版 ショッキング アジアⅡ ザ・ラストタブー（英語版） ※ビデオ版
- 元気の出るウェスタン/荒野は最高!（英語版） ※ビデオ版
- コールド・ルーム（英語版） ※ビデオ版
- 殺しの報酬 ※ビデオ版
- サイキック・マーダー/透明殺人鬼の復讐（英語版） ※ビデオ版
- 残酷大陸クワヘリ ※ビデオ版
- 地獄のテロリスト/銃殺!レイプ!恐怖のフライト ※ビデオ版
- 12月の熱い夏（英語版） ※ビデオ版
- 少年と犬 ※ビデオ版
- 処刑軍団ザップ ※ビデオ版
- ジョン・トラボルタのプラスチックの中の青春（英語版） ※ビデオ版
- 新説!人類（珍）化論!?（英語版） ※ビデオ版
- スカルダグリィ・悪魔の呪文（英語版） ※ビデオ版
- スキャナーズ ※ビデオ版
- スコットランドは死なず 戦場をかけぬけた熱き男たち（英語版） ※ビデオ版
- 世紀末戦士アトー/炎の聖剣（英語版） ※ビデオ版
  - 世紀末戦士アトー II/大魔王ゾブの牙城（英語版） ※ビデオ版
- セクシー・ジョーク/やめないで！お・ね・が・い（英語版） ※ビデオ版
- 戦慄の毒蜂軍団 ※ビデオ版
- ダーティ・コップ/麻薬マーケットに挑むあぶない刑事（英語版） ※ビデオ版
- 大惨事世界大戦（英語版） ※ビデオ版
- 脱走大陸/自由への国境は雪原の彼方（英語版） ※ビデオ版
- 他人の向う側（英語版） ※ビデオ版
- 断末魔のアンコール/バックステージにはグルーピーの全裸死体が ※ビデオ版
- 血まみれ女子高生・処女のしたたり ※ビデオ版
- チャーリー・シーンのブロークン・ジェネレーション（英語版） ※ビデオ版
- デスハウス（英語版） ※ビデオ版
- デッドライン～「恐怖の極限」とは何か?あるホラー作家の衝撃の体験!（英語版） ※ビデオ版
- トイ・ソルジャー/壮絶!ゲリラに挑むアマチュア決死隊（英語版） ※ビデオ版
- 遠すぎた橋（2巻組）※ビデオ版
- ドラッグ・チェイス/裏切りの報酬 ※ビデオ版
- トラブル・イン・マインド（英語版） ※ビデオ版
- 肉欲のオーディション/切り裂かれたヒロインたち（英語版） ※ビデオ版
- ネモの不思議な旅/異次元惑星のプリンセスを救え!!（英語版） ※ビデオ版
- バージンバケーション/ボクのナンパマニュアル教えます Fraternity Vacation (1985) ※ビデオ版
- ハイスクールはゾンビテリア ※ビデオ版
- ザ・パイロット（英語版） ※ビデオ版
- バスケットケース ※ビデオ版
- 暴走警察（英語版） ※ビデオ版
- 爆発サマーキャンプ/夏だ!裸だ!セックスだ! ※ビデオ版
- ハッピー・プレッピー（英語版） ※ビデオ版
- ビギナーズ・ラック/ちゃっかり青年スワッピング白書 ※ビデオ版
- ビグルス 時空を越えた戦士（英語版） ※ビデオ版
- 人喰い半魚人 ※ビデオ版
- ザ・ヒッチハイカー（英語版）（全3巻）※ビデオ版
  - 新ヒッチハイカー（全3巻）※ビデオ版
- フラッシュ・ゴードン ※ビデオ版、LD版
  - アニメ フラッシュ・ゴードン（英語版） ※ビデオ版、LD版
- プア・リトル・リッチ・ガール/バーバラ・ハットン物語（英語版） ※ビデオ版
- ブレインダメージ（英語版） ※ビデオ版
- ブン・ブン・ガールズ ※ビデオ版
- ベトナム帰りのすごい奴/よそ者をやっつけろ!それでも奴にはかなわない（英語版） ※ビデオ版
- マーク・トゥエインの大冒険/トム・ソーヤーとハックルベリーの不思議な旅（英語版） ※ビデオ版、LD版
- 魔界からの招待状 ※ビデオ版
  - 墓場にて/魔界への招待・そこは地獄の始発駅（英語版） ※ビデオ版
- 魔女の棲む村（英語版） ※ビデオ版
- マッド・ハント/女たちの地獄の一夜（英語版） ※ビデオ版
- ママが戦車でやってきた/シナイ半島危機一髪 ※ビデオ版
- ミスター・ノース/風をはこんだ男（英語版） ※ビデオ版
- 大虐殺の最後通告 ※ビデオ版
- ムーミン 愛の巻（第37、第49話）、夢の巻（第34話、第64話）※ビデオ版
  - 新ムーミン（全26巻）※ビデオ版
- モンスター・ドッグ（英語版） ※ビデオ版
- やることなすこと超過激!/暴走ライブギャング（英語版） ※ビデオ版
- 郵便配達は二度ベルを鳴らす ※ビデオ版
- 夢中人 (映画)（英語版） ※ビデオ版
- ラブ♥レッスン殺人事件/私は危険な人妻教師 They're Playing with Fire ※ビデオ版
- りぼん RE-BORN ※ビデオ版
- レイプ!コールガールの復讐 ※ビデオ版
- レーサー・真夜中の復讐（英語版） ※ビデオ版
- レース ※ビデオ版
  - レース II（英語版） ※ビデオ版
- レイズ・ザ・タイタニック ※ビデオ版
- レベルポイント（英語版） ※ビデオ版

発売元が日本ヘラルド映画株式会社（現・株式会社KADOKAWA）の作品
- アンデスの聖餐/人肉で生き残った16人の若者 ※ビデオ版
- ザ・ゲート（英語版） ※ビデオ版

発売元が東宝東和株式会社の作品
- チャイルド・プレイ（2019年版）

## ゲームソフト
開発部が窓口となり、全て外注である。ファミリーコンピュータ用ソフトで発売した麻雀に“發”が5枚あり、回収になったことがある（本来、發は4枚）。テレビCMの最後にはハガキの送り先とお問合せは「バップマークのお店で」が当初流れていた。
ファミリーコンピュータ
- 元祖西遊記スーパーモンキー大冒険
- エア・フット 野菜の国の足戦士
- スーパーリアルベースボール
- スーパーダイナミックスバドミントン
- 道 -TAO-
- マックス・ウォーリアー
- ベースボールファイター
- ドキ!ドキ!遊園地 クレイジーランド大作戦
- ちいさなおばけアッチコッチソッチ

ゲームボーイ／ゲームボーイカラー
- パワーミッション
- ファーステスト・ラップ
- しっぽでブン!
- スーパーストリート・バスケットボール
- ひとりでできるもん! クッキング伝説
- ダブル役満
- ミステリアム
- スーパーストリート・バスケットボール2
- ダブル役満Jr.
- ダブル役満Ⅱ

スーパーファミコン
- Qバート3
- 必勝スリーセブンファイター
- スーパーダブル役満
- 必勝スリーセブンファイター2
- パチンコ マル秘必勝法
- 柏木重孝のトップウォーターバッシング
- スプリンター物語 〜めざせ一攫千金〜
- パチンコ連チャン天国
- 真・一攫千金
- 必勝スリーセブンファイター3
- 黄龍の耳
- ギャンブル放浪記
- スーパーダブル役満2

プレイディア
- 家なき子〜すずの選択〜

PlayStation
- 古典詰碁集 四神の巻
- 王宮の秘宝テンション
- Pinball Fantasies Deluxe
- ビッグチャレンジゴルフ  〜東京よみうりカントリークラブ編〜
- マジカル頭脳パワー!! PARTY SELECTION
- カウボーイビバップ
- 新世紀GPXサイバーフォーミュラ 新たなる挑戦者

## かつて販売受託していたレーベル
- トイズファクトリー - 2021年3月31日まで。2021年4月1日以降の販売委託会社はソニー・ミュージックソリューションズ[4]
  - セーニャ・アンド・カンパニー